# Troféu João Ellis Filho
Troféu extra criado pela Federação de Futebol do Estado do Rio de Janeiro em 2009 para premiar o clube vencedor do confronto entre clubes classificados em 3º e 4º lugares de cada grupo (A e B) na Taça Rio (equivalente ao segundo turno carioca).
A forma de disputa é a seguinte: 3º do grupo A x 4º do grupo B e 3º do grupo B x 4º do grupo A. Os vencedores jogam a decisão.
Seu primeiro vencedor, em 2009, foi o Friburguense, derrotando o Tigres do Brasil na final, nos pênaltis, por 8 a 7, após empate de 2 a 2 no tempo normal.
No mesmo ano foi ainda criado o Troféu Moisés Mathias de Andrade, trofeú similar relativo à Taça Guanabara (primeiro turno).

## Campeões
| Ano  | Campeão      | Placar                            | Vice-campeão     |
| 2009 | Friburguense | 2-2 8 - 7 na decisão por pênaltis | Tigres do Brasil |
| 2010 | America      | 4-2                               | Macaé            |

## Títulos por equipe
| Clube            | Cidade          | Títulos  | Vices    |
| ---------------- | --------------- | -------- | -------- |
| America          | Rio de Janeiro  | 1 (2010) | 0        |
| Friburguense     | Nova Friburgo   | 1 (2009) | 0        |
| Macaé            | Macaé           | 0        | 1 (2010) |
| Tigres do Brasil | Duque de Caxias | 0        | 1 (2009) |